# فرانچسکو گویدولین
فرانچسکو گویدولین (ایتالیایی: Francesco Guidolin؛ تلفظ ایتالیایی: [franˈtʃesko ɡwidoˈlin]؛ زادهٔ ۳ اکتبر ۱۹۵۵) بازیکن و مربی فوتبال اهل ایتالیا است.

## باشگاهی
از باشگاه‌هایی که در آن بازی کرده‌است می‌توان به باشگاه فوتبال پیستویه‌زه، باشگاه فوتبال ونتزیا، باشگاه فوتبال هلاس ورونا و باشگاه فوتبال بولونیا اشاره کرد.

## تیم ملی
وی همچنین در تیم ملی فوتبال زیر ۲۱ سال ایتالیا بازی کرده‌است.